# Pollex laosi
Pollex laosi là một loài bướm đêm thuộc họ Erebidae. Nó được tìm thấy ở Lào.
Sải cánh dài 8–9 mm. Cánh trước hẹp và màu nâu hơi đen. Cánh dưới màu nâu đồng nhất.